# Poleonimi celtici d'Italia localizzati (M-Z)
L'elenco di abbreviazioni e segni convenzionali e la bibliografia si trovano in Toponimi celtici d'Italia.

## Poleonimi localizzati (M-Z)
- Maiensis, Statio (Merano, Bz). Stazione doganale romana, con tutta probabilità localizzabile nell'odierna Maia Alta - Obermais (L. Bosio). Il toponimo potrebbe esser celtico, da confrontare con i nomi di persona gallici Maius, Maia, Maianus, Maionus, da *mājus- < *mājōs- ʿpiù largo, più grandeʾ (cfr. il gallese mwy e il latino maior ʿpiù grandeʾ); oppure da mago- ʿcampoʾ, ʿmercatoʾ, con mutamento della -g- intervocalica in -i- (A. Falileyev). Analogamente, si può ritenere Maiensis l'aggettivo di *Maia < *magi̯a ʿgrandeʾ, da *magi(o)- ʿgrandeʾ; cfr. i nomi di persona gallici Magius, Magia, Magiona. Attestazioni: praepositus stationis Maiensis (epigrafe dedicatoria del III secolo d.C.), Castrum Maiense (Vita S. Valentini). [I]
- Malè (Tn). Dal latino *malētum ʿterreno o podere coltivato a meliʾ < malus ʿmeloʾ. A. Falileyev ipotizza possa essere di origine celtica, da malo- ʿche si eleva, prominenteʾ < indoeuropeo *melh3- ʿvenir fuoriʾ; cfr. il medio irlandese mell ʿblocco, massa, mucchioʾ. Attestazioni: Maletum (Paolo Diacono, III, 31), Maleto (1211), Maletum (1250), Male (1546). [II]
- Mantova. Dal latino Mantua, che P. de Bernardo Stempel interpreta come un celtico *mantu-ā ‘la città sul cammino’; cfr. gallico mantalon ‘cammino, via’, bretone mont e antico irlandese men- ʿandareʾ. È invece generalmente considerato di origine etrusca, da rapportare al teonimo Mantu, che corrisponde a Plutone, divinità degli antichi Romani. [I]
- Masciago (Bovisio-Masciago, Mb; Va). Prediali in -ācum dal nome di persona latino Maccius (C. Marcato), oppure dal nome di persona celtico *Mascios, Mascius (P. Anreiter e U. Roider). In Delamarre (2007) non è però riportato alcun nome di persona gallico *Mascios o Mascius[1]. [III]
- Meduna di Livenza (Tv). Nome collegato all'idronimo Meduna o risalente a un nome di persona *Metuna (D. Olivieri). Attestato: Meduna (1223). [II]
- Milano. Dal latino Mediolanum (e Mediolanium, non continuato) < gallico Medhelan. Attestato, in un'iscrizione della fine II-inizi I secolo a.C., l'ablativo Meśiolano [Piana Agostinetti – Morandi (2004): pp. 615–7]. Da medio- ‘medio, centrale’ + *-lānon (da cfr. con latino plānum ‘piatto’), ʿcentro della pianaʾ (o ʿpiana di mezzoʾ); è l'etimo meno valido poiché delle circa sessanta località attestate con lo stesso nome soprattutto nell'Europa occidentale, alcune sorgono su alture o in luoghi decentrati. Oppure da medio- + -lānon (cfr. antico irlandese lán, gallese llawn, bretone leun ‘pieno’, tutti dal celtico *lāno- < indoeuropeo *pl̥no-), ʿcentro sacro, centro di perfezioneʾ; è da ritenersi sinonimo di Medionemeton ‘santuario centrale’, nome di una località presso il Vallo di Antonino, registrato nella Cosmografia ravennate. [I]

- Modena. Dial. mòdna. Dal latino Mutĭna [Μουτίνη (Moutínē) in Strabone], attraverso le fasi Mòtina > Mòdana > (attestato Mutena nel IV sec.) > Modena. C. Tagliavini lo collegava all'etrusco mutna / mutana ‘tomba’. P. de Bernardo Stempel alla forma latina fa corrispondere un celtico *mut-īnā ‘la città nebbiosa’ < indoeuropeo *meut-; cfr. irlandese mothar ‘banco di nebbia’ (antico irlandese mothar ‘massa confusa e oscura’, detto di tenebre). [I]
- Nanno (Tn). Localmente nan. Dall'etnonimo Anauni, cfr. Anàunia. Attestazioni: Castrum Anagnis (Paolo Diacono), Ἀναύνιον (Anaúnion) (Tolomeo, I, 28), in loco de Anauno (1191), de Nano (1200 c.a, 1359). [I]
- Novara. Dal latino Novaria (Tacito, Plinio). Di «difficile interpretazione». Secondo A. Forcellini dal soprannome Novaria attribuito al torrente Agogna. G. B. Pellegrini lo connetteva all'aggettivo latino novus, novālis (ager) ʿterra recentemente ridotta a cultureʾ. P. de Bernardo Stempel lo ritiene di formazione celtica: *new-ar-yā ‘la città nuova’, ‘la città appartenente ai nuovi territori’ o *nowo-waryā ‘nuova recinzione’. Attestazioni medievali: Novaria (881), Novara (1114). [I]
- Olonium (Gera Lario, Co). Se antico, forse dal gallico ollo- ʿgrandeʾ (cfr.  Ugliacco  e Olona). Se invece attestato solo dal Medioevo, come da Ausuciates s'è ricostruito *Ausucium (cfr. Ossuccio), dall'etnonimo Aneuniates (il nome dei vicani, inciso sull'architrave di un tempietto dedicato a Giove Ottimo Massimo, rinvenuta nel 1907 a Gera) si potrebbe risalire al nome del vicus: un gallico latinizzato *Aneunium (diventato *Anonium > *Alonium?[2]). *Aneunio- può darsi derivi dal gallico *aneuno- ʿispiratoʾ (?), da *anauno- < *anəmno- < indoeuropeo *anə- ʿispirare, respirareʾ + suffisso participiale -mno-; cfr. nomi di persona gallici Aneuno, Aneunicno e antico gallese anant ʿpoetiʾ (X. Delamarre).
- Omblaréi (Livinallongo, Bl). Secondo il Pellegrini, risalirebbe ad *ambli ʿontano verdeʾ (diffuso nei territori alpini di nord-est, cfr. ad es. il friulano ambli, ambri, l'agordino ambia ʿontano verdeʾ), ritenuto di origine celtica e accostato al termine latino medievale amb(i)latium. Il gallico *ambilation però pare avesse il significato di ʿanello per aggiogareʾ (X. Delamarre). Altri linguisti hanno ipotizzato una radice prelatina o preromana *amp- / *amb- ʿontanoʾ (ma anche altri nomi locali di piante), alla base di diversi toponimi alpini nord-orientali, tra cui il coronimo Ampezzo (Bl), e forse Ambièz (Val e Cima d'Ambiez, Tn) e il toponimo Ambariutu (Comelico Superiore, Bl). È testimoniato inoltre dal Glossario di Vienna (o di Endlicher) un termine gallico ambe ʿrivoʾ (e inter ambes ʿinter rivosʾ) da cui potrebbe esser derivato qualche toponimo (torrente Ambièz?). [IV]
- Omblé (Livinallongo, Bl). → Omblaréi. [IV]
- Ossuccio (Co). Dial. ušǜč. Probabilmente da *Ausucium, cui corrisponde l'etnonimo Ausuciates documentato in un'iscrizione latina reperta in zona: Matronis et Geniis Ausuciatium. Forse dal celtico *aus- ʿorecchioʾ+ suffisso -uc-io- (ʿdalle grandi orecchieʾ?). O da *aus- ʿorecchioʾ, seguito dalla base *uci-, *uce-, *uc- (ʿaguzzo, appuntitoʾ?) che si rileva nel teonimo Ucuetis e in Ucetia, nome di persona e toponimo (X. Delamarre, P.-Y. Lambert). [I]
- Oulx (To). In occitano: Ors. Dall'ablativo plurale *Ulcis < nome di persona gallico *Ulkos (attestato Ulcagnus), o piuttosto Uolcos, Uolcius < uolcos ʿfalcoʾ; oppure Ulicus (< *u̯el- / u̯lei- ʿscegliereʾ). Attestazioni: Ulces (880), Ultes (IX sec.), de Ulcis (1050), in loco et fundo Ulce (1167), loco ubi dicitur Ulcium (1083). [II]
- Parre (Bg). Forse dal cognome latino Parra (D. Olivieri). Potrebbe però corrispondere all'antica Parra, città orobica scomparsa menzionata in Plinio, III, 125: oppidum Oromobiorum Parra (cfr. Parre). Per X. Delamarre il toponimo deriverebbe dal gallico *pario- ʿcalderone, paioloʾ < celtico comune *kʷari̯os < *kʷr̥i̯os; cfr. il nome di persona gallico Parra, il toponimo Parro-dunum ʿForte del Caldaioʾ, l'etnonimo Parisii ʿquelli del caldaioʾ (> Paris ʿParigiʾ), il gallo-latino *parium, *pariolum (> italiano paiolo), il gallese pair, l'antico irlandese coire. Attestazioni: vico et f. Parre (928), in Parre, loco de Parre (1118). [II]
- Piana Crixia' (Sv). Dal latino *(loca) plana ʿzona pianeggianteʾ, con l'aggiunta recente di Crixia, antico toponimo indicato nellItinerario Antonino (295, 1), cui potrebbe corrispondere, per i ritrovamenti archeologici, la località Pareta. Secondo G. R. Isaac Crixia è riferibile all'elemento celtico crixo-, coincidente con il gallico crixsos ʿriccio, crespoʾ (< *cripsos < *kreip- ʿgirare, ondulareʾ); cfr. i nomi di persona gallici Crixus, Crixsius, e il gallese crych, bretone krec'h ʿriccio, crespoʾ. Crixia potrebbe significare ʿinsediamento di Crixusʾ (A. Falileyev). [I]
- Pollone (Bi). Forse da un composto con gallico latinizzato dūnum (G. D. Serra) e primo membro Apollo- (da cui il Pole- attestato nel Medioevo), dal significato complessivo di ʿfortezza d'Apolloʾ; o (ipotesi meno convincente) da latino pullētum < pullus ʿterreno molleʾ (D. Olivieri). Attestazioni: Poledino e Poledono (1150 e 1191), Poleono (1200-22), Polonum (1349). → Duno. [II]
- Recanati (Mc). Dal latino medievale Ricinetum / Recinetum, derivato dall'antico Ricina, nome della città dalla quale gli abitanti fuggirono di fronte all'invasione degli Ostrogoti, per trovar appunto rifugio sulle non lontane colline dell'attuale Recanati. Ricina, uguale all'antico nome di Recco, è presumibilmente un toponimo di origine prelatina [forse celtica?], da accostare ad altri poleonimi antichi accentati sulla terzultima sillaba (ad es. Mutina), o da collegare al nome di persona Ricinius; alcuni invece associano Recanati ad un antroponimo Racanatus [C. Marcato, G. Petracco Sicardi (1981)]. Attestazioni: Ricina (Tabula Peutingeriana, V, 3), Ricinenses (Plinio, III, 111); de Recanato (1175), Recanatum (1290-1292), Diocesis Recinetensis (in latino ecclesiale). [II]
- Recco (Ge). Dial. reccu. Dal latino Ricina, registrato nella Tabula Peutingeriana (III, 5) e nella Cosmografia ravennate (IV, 32), di probabile origine preromana [ligure?] (o connesso con il nome di persona latino Ricinius). Secondo G. Petracco Sicardi (1981; 1990), il nome attuale si spiegherebbe attraverso una forma intermedia (appartenente al latino parlato) *rikkulu-, con scambio n > l proprio del latino tardo, alla quale sarebbe seguita l'apertura in e di ĭ tonica; analogamente, da *rikkul-īno sarebbe risultato l'etnonimo dialettale rekelìn. A. Falileyev associa ipoteticamente Ricina al celtico *rico- ʿsolcoʾ — gallico *ricā; cfr. antico bretone rec, gallese rhych, latino porca ʿsolcoʾ. Attestazioni: Ricina; Reca, Recho, Reco, Recco (XI-XII sec.). [I]
- Robbio (Pv). Dial. ròbi. Dal latino *Retovium, di non sicura origine celtica. Improbabile derivi dal gallico *rectu- ʿlegge, dirittoʾ (A. Falileyev). Si potrebbe ritenere una formazione dalla radice pan-celtica *ret- < indoeuropeo *reth- ʿcorrereʾ; cfr. antico irlandese rith, riuth, antico bretone ret, gallese rhed ʿcorsaʾ. Attestazioni: Retovina, Retovinis (Plinio, XIX, 9); Redobio, Rodobium (carte medievali). [I]
- Samón (Ronchi Valsugana, Tn). Luogo sul Monte Cavè. Attestato in loco Samone (1302). → Samone (To).
- Samone (Guiglia, Mo). → Samone (To).
- Samone (Tn). Attestazioni: de Samona (1220), in loco Samone, de Samon (1261). → Samone (To).
- Samone (To). Si tratterebbe di un prediale senza suffisso, forse da un nome di persona *Samno (G. D. Serra), che risulta attestato una sola volta (così pure Samnus). Oppure dal nome di persona gallo-romano Samo, Samonis (D. Olivieri), che corrisponde al gallico Samo, il quale [assieme a Sam(m)us, Sam(m)onius, Samma] può derivare da sāmo- ʿcalmoʾ (antico irlandese sám), dall'indoeuropeo *sem-, *sm̥- ʿuno, unico, stesso, insiemeʾ (cfr. il gallico samonios ʿnome del primo meseʾ del Calendario di Coligny), oppure da samo- ʿestateʾ (indoeuropeo *sm̥Ho-, antico irlandese sam, antico bretone ham). Attestazioni: Samone (1205), Samono (1198), Salmoni (1296).
- Sàntena (To). Dal nome del rio Santina, oggi chiamato Banna. Da accostare all'etnonimo gallico Santones (D. Olivieri). Attestazioni: Santena (dal 1176), Santana (1182). [II]
- Sapè (Valloriate, Cn). Forse dal celtico *sappu [gallico *sapo-] ʿabeteʾ; cfr. piemontese e provenzale sap (G. Rohlfs). La base gallica *sapo- è presupposta dalla voce francese e provenzale antica sap ʿabeteʾ e dal latino sap(p)inus (> francese e piemontese sapin). Si tratta forse di un termine alpino di origine indeuropea, ma preceltico, accolto nelle parlate galliche (X. Delamarre).
- Sberna (To).  Dal celtico uerna ʿontanoʾ. Dialetto Sicliliano Sberna - Berna. O dal nome di persona gallico Vernus < uerno- ʿontanoʾ.
- Scarnago (Travo, Pc). Si ritiene sia il vicus Caturniacus menzionato nella Tabula Alimentaria di Veleia (2, 93), ove compaiono anche un fundus Caturniacus e un fundus Caturnianus (M. G. Tibiletti Bruno). Si tratta di un toponimo prediale da un gentilizio *Caturnius, dal nome di persona gallico *Caturnus, Caturonus, da catu- ʿbattagliaʾ; cfr. i nomi di persona Caturicus, Caturius, Caturus, il toponimo francese Chadreugnat (Lafat, Creuse) < *Caturniacus, l'antico bretone cat, il gallese cad ʿbattagliaʾ, l'antico irlandese cath ʿcombattimentoʾ. [III]
- Sebatum (S. Lorenzo di Sebato, Bz). Localizzata presso S. Lorenzo di Pusteria. Il toponimo è preromano; pare corrisponda alla civitas Saevatum di un'iscrizione, da Zuglio, del I secolo d.C., ove si potrebbe individuare altresì un etnonimo *Saevates (G. B. Pellegrini). Per A. Falileyev si tratta di un nome «non necessariamente celtico», che comunque potrebbe esser confrontato con i nomi di persona gallici Sebođđu (sebotsu) e Sebosus. S'è anche ipotizzata una derivazione dalla radice prelatina *seb-/*sab-, *sev-/*sav- [Costanzo Garancini (1975): p. 79]. Attestazioni: Sebato (Itinerario Antonino, 280, 2), civitas Saevatum. [I]
- Senago (Mi). Dal nome di persona di origine celtica Sen(n)us (o da Accenna) + il suffisso prediale -ācus (G. D. Serra, D. Olivieri). Senus e Sennus, assieme a Senos, Senna, Sennius, Senacus, Sennacius ecc., derivano dal gallico (e pan-celtico) *seno- ʿvecchio, anticoʾ. Attestazioni: Senacum, de Senaci (877), de Senago (1178), de Sennago (1181), de Senago (1191), el locho da Senago (1346). [III]
- Senaso (San Lorenzo in Banale, Tn). Dal nome di persona Senna (A. Prati) con suffisso -aci (locativo) o -acis (ablativo plurale); oppure da *Sen(n)acius, ambedue dal gallico seno-, sena- ʿvecchio, anticoʾ; cfr. Senago. Attestazioni: de Senaxe (1155), villa Senasii (1387). [II]
- Seniga (Bs). Dal nome di persona latino Sennus o Accenna + il suffisso aggettivale -īcus, -īca. (D. Olivieri). Cfr. però Senago.
- Senigallia (An). Dal latino Sena Gallica < gallico Sena ‘la vecchia’ < pan-celtico *sen- ‘vecchio’; cfr. antico irlandese sen, gallese, cornico, bretone hen < *senos; latino senex. Sena era innanzi tutto il nome del torrente, attuale Misa, che scorre nei pressi. Per A. Falileyev, Sena sarebbe un nome etrusco (lo stesso all'origine del latino Sena ‘Siena’). [I]
- Sentinum (Sassoferrato, An). Ritenuto celtico da A. Falileyev, deriverebbe dal gallico sentu- ʿcamminoʾ; cfr. antico irlandese sét, antico bretone hint ʿcammino, viaʾ, gallese hynt ʿcammino, viaggioʾ e i nomi di persona gallici Sentinus, Sentius ecc. Attualmente si chiamano Sentino il torrente che scorre tra Sassoferrato e Sentinum (che potrebbe aver tratto il nome dall'idronimo stesso) e una frazione di Camerino (Mc). Attestazioni: in agrum Sentinatem (Tito Livio, X, 27), Σεντῖνον (Sentînon) (Strabone, V, 2, 10). [I]
- Seprio (Castelseprio, Va). → Castelseprio. [I]
- Sestri Levante (Ge). Dal nome medievale Segestri (con r epentetica) < *Segestis (ablativo plurale) < Segesta, nome antico ricordato da Plinio come Segesta dei Tigulli. Il toponimo sarebbe costituito dal tema indoeuropeo *seges- ʿvittoriaʾ (< indoeuropeo *seĝh- ʿesser saldo, tenereʾ) e la forma femminile del suffisso aggettivale -to- (G. Petracco Sicardi); o deriverebbe dal celtico sego- ʿforza; vittoriaʾ < indoeuropeo *seĝh- ʿsottomettere, vincereʾ; cfr. antico irlandese seg ʿforza, vigoreʾ (X. Delamarre). Altre Segesta sorgevano nell'antichità in Sicilia, Carnia (Segesta), Pannonia; una città della Ispania Ulteriore si chiamava Segestica. La Segesta ligure, sulla costa, è stata identificata con la località di Tigu(l)lia, che secondo Plinio però era posta più all'interno (Tigulia intus). Attestazioni: Segesta Tiguliorum (Plinio, III, 48); plebe Sigestri, de Sigestri, Segestri, Sigestro (XI-XII sec.). [I]
- Sèveso (Mb). Il toponimo è probabile dipenda dal nome del torrente omonimo, cfr. quindi Séveso (C. Marcato). Attestazioni: Ecclesia sita in Suese (996), loco Seveso (1019), de Seviso (1180), a Seviso (1185), el locho da Seveso (1346); altre forme medievali: Sevexum, Sevixum, Sewiso.
- Sirone (Lc). D. Olivieri lo connette al nome di canale Sirón (Vi), Sironem nel 1266, e all'idronimo Serio [Sarius nella Cosmografia ravennate, IV, 36], ipotizzando perciò un passaggio *Serione, *Sarione > Sirone (C. Marcato). Cfr. però anche Sirón. Attestazioni: Sirono (1346), Sirone, Sirono (1456).
- Soglio (At). Dial. seuli o seuri. Dall'ablativo plurale *Solliis < gentilizio gallo-romano Sollius (G. D. Serra). Oppure dal latino solium, da cui il dial. seul (D. Olivieri); può anche essere associato al dial. ˈsöri ʿliscio, pianoʾ (A. Rossebastiano). Sollius (assieme a Sollos, Sollus, Sollavius, Sollonia) deriva da sollo- ʿtuttoʾ (gallese holl). Attestazioni: de Soliis (875), villa Solis (880).
- Sori (Ge). Poiché è attestato nel Medioevo come Sauri, G. Petracco Sicardi lo ritiene un possibile prediale, «fissatosi nella forma dell'ablativo plurale», dal gentilizio Saurius, oppure un nome di origine preromana o post-romana, ma non latina. G. D. Serra invece, ipotizzava un *Suris, da un nome di persona gallico Surus, non riportato però da X. Delamarre, a differenza di Saurus e Sauro (< sauro ʿ?ʾ).
- Soriasco (Santa Maria della Versa, Pv). Per G. D. Sella, da *Solliacis, prediale all'ablativo plurale, dall'antroponimo gallico Sollius (cfr. Soglio). O piuttosto dal nome di persona Surius, che è latino, variante di Syrius, oppure gallico (e forse assonante con Syrius), da *Su-riyo- < rio-, *rii̯o- ʿliberoʾ, indoeuropeo *prii̯os ʿproprioʾ > ʿl'amico, l'uomo liberoʾ; cfr. i nomi di persona Surio, Surianus e il gallese rhydd ʿliberoʾ (X. Delamarre). Attestato Suriascum nel 1250.
- Soriso (No). Attestato Surixius dal 1180. Da Suricius (o Soricius secondo D. Olivieri) < nome di persona latino Suricus o Surius (A. Rossebastiano). Surius (non tanto Suricus) potrebbe essere di origine celtica: cfr. Soriasco.
- Sovizzo (Vi). Forse da un nome di persona latino Suitius (C. Marcato). Cfr. però quanto precisato per Suìsio. Attestazioni: Sovitium (1208), Sovicium (1264).
- Sozzago (No). Dall'antroponimo romano Saecius o Satius seguito dal suffisso prediale -acum (A. Rossebastiano). Non si può escludere una derivazione da nomi di persona gallici: Satius [con Satia, Satio, Satinus e altri, forse da *sati- ʿsufficienza, ricchezzaʾ? (ʿtruppaʾ?); cfr. l'antico irlandese sáith ʿsazietà, sufficienzaʾ, saith ʿricchezzaʾ, saithe ʿsciame, truppa, gran numeroʾ], Seccius (con Secca, Seccus, Secco, Seccionius, da secco-, secca ʿ?ʾ) oppure *Secius [gallico Secios, da *seco- (= sego- ʿforza, vigore; vittoriaʾ?)]. Attestazioni: Saciacum, Sazagum (840), Seciagum (1226). [III]
- Sueglio (Lc). Dial. suéi. Dal nome di persona latino Suellius o Suillius (D. Olivieri). Per X. Delamarre Suillius e Suellius sono nomi di origine gallica, così come Suellus e Suellios [forse dall'indoeuropeo *su̯el- (*sh2u̯el- ʿsoleʾ?)]. Attestato Suello nel XIII sec. [II]
- Suello (Lc). Dial. suèl. Associato all'oronimo Monte Suello [presso Ponte Caffaro (Bagolino, Bs)] da D. Olivieri, che interpretava i due toponimi come un possibile diminutivo della voce latina iugum ʿgiogoʾ, quindi col significato di ʿgioghelloʾ o ʿgiovelloʾ. È però più probabile siano da collegare a Sueglio. Attestato: el locho de Suellio (1346).
- Suìsio (Bg). Di origine incerta. Può essere accostato a Sèveso o a Sovizzo (forse dal nome di persona Suitius), oppure risalire ad un aggettivo latino *suicius, da sus ʿmaialeʾ (C. Marcato). Potrebbe invece derivare dal nome di persona gallico Suiccius, *Su-viccio-, formato da su- ʿbuono, beneʾ e viccio- < uic(o)- ʿcombattente, vincitoreʾ; cfr. i nomi di persona gallici Suicca, Viccius, Viccio. Attestazioni: fundo Sevisio (819), vico Suisio (953, 972), de vico Sevisio (975), de Sevixio (997), de Sovixio, loco Sevisio (1010), de loco Sevixio (1037), castro Sevixio, de loco Sovisio (1058), de Sovixio (1304).
- Sumirago (Va). Probabilmente da *Solimāriācum, prediale in -āco- da un gentilizio Solimarius < nome di persona gallico *Solimāros, composto di soli- ʿ?ʾ e -māros ʿgrandeʾ; cfr. i nomi di persona gallici Solimarus, Solimara e la stazione romana di Solimariaca (Itinerario Antonino, 385), oggi Saint-Élophe (Soulosse-sous-Saint-Élophe, Vosges). Ma per D. Olivieri il toponimo, vista la documentazione medievale (Samoriacus...), risalirebbe piuttosto al prediale *Sameriacus, dal nome di persona Samerius [*Samerius o *Samarius, forse da samaro- ʿestivoʾ < samo- ʿestateʾ; cfr. l'idronimo antico Samăra ʿSommeʾ e ʿSambreʾ e il poleonimo Samaro-briva, attuale Amiens (se non derivano da sāmo- ʿcalmoʾ)]. Attestazioni: Samoriacus (807), Semirago (848), Samoirago (850, 1155), Salmoirago, Samoriago (1158), de loco Samoyrago (1172), Salmorago (XIII sec.), locho da Salmoyrago (1346). [II]
- Susa (To). Dal gallico (latinizzato) *Segusia ʿla forteʾ, ʿla potenteʾ (etnonimo Segusīni) < gallico sego- ʿforza, vigore, vittoriaʾ. Cfr. l'antico irlandese seg ʿforzaʾ e il toponimo Segouia ʿSegoviaʾ. Attestazioni: Segusio, Segusium, in Plinio [N. H. III, 123: Segusio (nominativo)], Ammiano Marcellino e iscrizioni antiche; Σεγούσιον (Segoúsion) in Tolomeo, III, 1, 36; civitate Segusia (739), Secusia (888), Susa (961), Secuxia (1093), Segusia (1215). [I]
- Taggia (Im). Dal latino Tavia, idronimo cui oggi corrisponde il torrente Argentina[3], alla cui foce è sorto l'abitato di Taggia. Toponimo di origine preromana, oppure originatosi dal latino tabula, con il significato di ʿestensione di terrenoʾ (G. Petracco Sicardi). X. Delamarre ritiene però sia derivato dal celtico tauo- < tauso- ʿsilenzioso, tranquilloʾ (< indoeuropeo *taus-); cfr. l'antico irlandese tó, tóe ʿsilenziosoʾ, il gallese taw ʿsilenzioʾ; i nomi di persona gallici Tavus, Tavius, Tava, e gli idronimi antichi Taua, Tauus, da cui gli attuali Tave, Thève (Francia), Tay (Scozia). A. Falileyev propone invece una formazione dalla radice tā- ʿfondereʾ < indoeuropeo *teh2- ʿsciogliere, fondereʾ; cfr. antico bretone tod- ʿfondereʾ, gallese tawdd ʿfusoʾ. Attestazioni: Tavia fluvius (Itinerario Antonino, 503, 2), κάστρον Ταβία (kástron Tabía) (Giorgio Ciprio), Tabia (IX sec., 963). [I]
- Talamona (So). Raffrontato con i toponimi toscani Talamone (Gr) e Monte Talamone (Ar), è stato ritenuto un riflesso del nome di persona etrusco *Telamone (S. Pieri). C. Salvioni pensava però a una possibile metatesi di *temellona < temella ʿsorbo corallinoʾ e A. Prati a una derivazione dal prelatino *talamo ʿmonteʾ o ʿdirupoʾ. Per X. Delamarre si tratterebbe invece di un toponimo di origine celtica, da talu-, talamon- < indoeuropeo *telh2-, *telu- ʿsuperficie pianaʾ; cfr. antico irlandese talam ʿterraʾ < *talamon-, Talmun [> Talmont (Vandea)]. Attestazione: curtis Talamona (1026). [II]
- Taneto (Gattatico, Re). Forse si tratta dello stesso vicum (villaggio) di Tannetum localizzato da Tito Livio (XXI, 25, 13) sulle rive del Po. Il nome potrebbe derivare dal gallico tanno- ʿleccioʾ, da cui il significato di ʿluogo dei lecciʾ; cfr. il toponimo Tannay (Ardennes, Nièvre) < *Tannetum, il bretone tannen ʿrovereʾ e glastannen ʿleccioʾ, l'antico cornico glastannen ʿquercus uel ilexʾ (e forse l'antico irlandese tinne ʿagrifoglioʾ) (X. Delamarre). È stato inteso anche come ʿil (luogo) lungoʾ, *tan-eto-, cfr. antico irlandese tanae ʿsottileʾ (P. de Bernardo Stempel) e come ʿLuogo dei fuochi?ʾ, da *tanet-, cfr. antico irlandese tene ʿfuocoʾ < *tanets, bretone tan ʿfuocoʾ (G. R. Isaac). [I]
- Tarvessedum (Campodolcino, So). Si tratta di un composto *taru-essedum ʿcarro del toroʾ < gallico taruo- ‘toro’ + gallico latinizzato essedum < *essedon ʿcarro da guerraʾ (X. Delamarre). Oppure di una formazione taruo- + sedo- ʿsedile, sitoʾ < indoeuropeo *sed- ʿsedereʾ; cfr. antico irlandese síd ʿtumulo; paceʾ, said- ʿessere sedutoʾ, antico gallese guorsed ʿassembleaʾ. Attestazioni: Tarvessedo (Tabula Peutingeriana, III, 1), Tarvessede (Itinerario Antonino, 278, 5). [I]
- Tavòn (Coredo, Tn). Anche Tavone e Taone. Probabilmente dal nome di persona gallico *Tavo o *Tavonus, dal celtico tauo- < tauso- ʿsilenzioso, tranquilloʾ (< indoeuropeo *taus-); cfr. gli antroponimi Tauni-cnos (< *Tavoni-), Taunus (*Tavonus), Tavenus, Tavanus, Tavus e altri. Attestazioni: de Thaunne, Tau, Thau (XII sec.). [II]
- Tavordo (Porlezza, Co). Secondo M. G. Tibiletti Bruno, presuppone una forma gallica *Taburdum, da confrontare con Lapurdum (Spagna); oppure sarebbe «termine di sostrato, ligure». Lapurdum (in Lapurdo, tra 340 e 420), però, corrisponde al basco Lapurdi, francese Labourd (provincia basca di Francia) ed è ritenuto nome antico di Bayonne (Basses-Pyrénées). È poi documentato in latino medievale un taburdum variante di taburus, tabura ʿtamburoʾ (voce di origine orientale). Crea in effetti difficoltà ad una etimologia indeuropea la stessa terminazione -ordo < *-urdum.
- Terdobbiate (No). Dall'idronimo Tardubius, Tardublus, oggi Terdóppio, + suffisso -ate lombardo-piemontese, aggiunto a nome di fiume (come in Brembate, Agognate...). Attestazioni: Tardoblate (881), Terdublate (982), Terdoblate (911, 1022). [II]
- Tezze sul Brenta (Vi). Localmente téʒʒe; dial. le téde. Dal veneto teʒa, teʃa ʿtettoia, fienileʾ (C. Marcato), dal gallico latinizzato attegia ʿcapannaʾ (< gallico *ad-tegia) o dal gallico *tegia ʿcapannaʾ < *teg- ʿcoprireʾ [indoeuropeo *(s)teg- ʿcoprireʾ]; cfr. l'antico irlandese teg, il gallese ty, l'antico bretone tig ʿcasaʾ. [IV]
- Torino. Dal latino medievale Taurinum (attestato dal 950) < Taurinus < Taurinos (accusativo plurale), forma abbreviata di Julia Augusta Taurinorum, nome assegnato alla colonia romana in onore di Ottaviano. Taurinorum, vale a dire ʿdei Tauriniʾ, stirpe ritenuta “semigallica” da Tito Livio e ligure da Plinio e Strabone. L'etnonimo, con il valore di ʿmontanariʾ, deriverebbe da *tauro- ʿmonteʾ, voce forse non indoeuropeo (per G. B. Pellegrini apparterrebbe allo strato non indoeuropeo del ligure) + suffisso -īno-, presumibilmente latino o italico (G. Petracco Sicardi). P. De Bernardo Stempel attribuisce a Taurini il significato di ʿcoloro che sono come toriʾ, dalla base celtica tauro-, ritenuta più antica della forma (con metatesi -ur- > -ru-) taruos ‘toro’ (cfr. Tarvisio e Treviso). Altre attestazioni: Taurinos (Plinio, XIX, 23), Taurinis (Itinerario Antonino, 341, 1; anni 845, 880), Torino (1043). [I]
- Tregasio (Triuggio, Mb). Da *Tricacis < nome di persona gallico Triccus (G. D. Serra). Si tratterebbe di una formazione in -acis (ablativo locativo) da Triccus o Tricus. Attestazioni: el locho de Tregasio (1346). [III]
- Trento. Dal latino Tridentum. Secondo G. B. Pellegrini potrebbe essere di origine celtica, da tri- ʿtreʾ + *dent- ʿdenteʾ (< indoeuropeo *dn̥t-), da cui ʿtriforcazioneʾ. In gallico dall'indoeuropeo *dn̥t- ci si aspetterebbe *dant-, con n̥ > an, come in brittonico (bretone e gallese dant, cornico dans); l'esito n̥ > en è invece proprio del goidelico (antico irlandese dét ʿdenteʾ) e, forse, del leponzio[4] A. Karg ipotizzava invece un toponimo di origine illirica *Tridente, mentre C. Battisti pensava alla derivazione da una base preceltica *TAR-. Attestazioni: Tridente (iscrizione, Tabula Peutingeriana), Τριδέντε (Tridénte) (Tolomeo), Tridentum (iscrizioni, Ammiano Marcellino XVI, 10, 20), Trincto (Cosmografia ravennate), de Triento (825). [I]
- Treviso. Antico Tarvisium, dal venetico o gallico taruo- ‘toro’ + suffisso -is-io-. Attestazioni: Tarvisio e Tarviso in epigrafi latine, Tribicium seu Tarbision (Cosmografia ravennate), de Tarvisio e aput Tarvisium (Paolo Diacono). → Tarvisio. [I]
- Tribogna (Ge). Da ricondurre a *Trebonia, prediale senza suffisso, dal gentilizio romano Trebonius; oppure da identificarsi con la Tarbonia della Tabula Alimentaria di Veleia.
- Trontano (Vb). Prediale in -anus dal nome di persona gallico Tregontum o Treguntum (P. Massia). Si tratta però di nomi non documentati, che richiamano piuttosto la voce gallica *triconta, *triconti ʿtrentaʾ; cfr. il gallico latinizzato tricontis, l'antico bretone tricont, l'antico irlandese trícho ʿtrentaʾ. Attestazioni: Tregontano (1094), Treuntano (1103).
- Turate (Co). Dial. türàa. Dal gentilizio romano Turus o Tur(r)ius + il suffisso -ate (G. Rohlfs). Turus e Tur(r)ius potrebbero essere nomi di persona di origine gallica, cfr. Turriaco. La forma medievale Turao fa pensare a un possibile scambio -ate / -ato, se non a un originario -acus. Attestazioni: Turao (712), Girardus de Turiate (1141), in loco Tuirate (1174). [III]
- Ugliacco, Uliacco (Villareggia, To). Dial. ujè. Forse da *Olliacon < nome di persona gallico Ollus (gallico ollo- ʿgrandeʾ) + suffisso prediale *-ācon > latino -ācum; cfr. antico irlandese oll ʿgrandeʾ, gallese cornico bretone oll ʿtuttoʾ, il poleonimo Oudun (Yonne) < Uldunum (875) < (forse) *Ollono-dunum ʿgrande fortezzaʾ (X. Delamarre). Attestazione: homines Uliaci et Villaeregie (1399). [III]
- Usseaux (To). Dal celtico comune *ouxs-elo- > gallico uxello- ʿalto, elevatoʾ, antico bretone, gallese uchel, antico irlandese úasal ʿaltoʾ. Il toponimo potrebbe dunque indicare un ʿ(luogo abitato posto) in altoʾ. Attestazioni: Uxellus (dal 1064), de Uxelis (1091), Uxellis (1098). Cfr. *Uxellodunum > Issoudun (Creuse, Indre), Exoudun (Deux-Sèvres); Uxellus > Ussel (Corèze, Allier, Lot), Osselle (Doubs), Ussellum > Usseau (Deux-Sèvres) ecc. → Usseglio e anche Issiglio. [II]
- Usseglio (To). Dal celtico comune *ouxs-elo- > gallico uxello- ʿalto, elevatoʾ. Attestazioni: Uxellis (1188), Uxeillo e Useillo (1224), Uxello (1269). → Usseaux. [II]
- Vagna (Domodossola, Vb). Dal gallico *uagna ʿpendio, depressione, bassuraʾ. Cfr. antico irlandese fán ʿpendioʾ, gallese gwawn, bretone geun, yeun ʿpalude, torbieraʾ (tutti da *u̯āgna); *Οὐαγνια (Ouagnia), Οὐαυνία (Ouaunía) ecc., in Tolomeo, e il toponimo britannico Vagniacis (Springhead, Southfleet), in Itinerario Antonino, II (X. Delamarre).
- Valbrevenna (Ge). → Brevenna.
- Vandoies (Bz). In ladino Vendojes, in tedesco Vintl. Dal gallico *vindo-ialon ʿcampo di Vindosʾ (P. Anreiter e U. Roider). Attestazioni: Uintulla (994-1005), Uintulle (1155-1164), Uintelen (1164-1178), Uintil (1178-1189), in der Vintl (1229), Fendoys (1334). → Vendoglio. [II]
- Varena (Tn). Forse dal celtico *uar-, *uaria ʿcorso d'acquaʾ; cfr. Vara. Meno plausibile la derivazione da vara ʿmaggeseʾ < longobardo *wara ʿterreno sorvegliatoʾ, riproposta da C. Marcato (cfr. Varone); da escludere un riferimento agli Avari. Attestazioni: de Varena (1112), duo campi a Varena (1188), de avarena (1234). [II]
- Varenna (Lc). → Varena. Attestato Boccassius de Varena (1178). [II]
- Varone (Riva del Garda, Tn). → Varone.
- Vegni (Carrega Ligure, Al). Forse dal gallico *uagna ʿpendio, depressione, bassuraʾ (X. Delamarre); cfr. Vagna. Attestazioni: Vegni, Vegna (1204), Herizone de Vegno (1281).
- Vegno (Crandola Valsassina, Lc; Crodo, Vb). Forse dal gallico *uagna ʿpendio, depressione, bassuraʾ (X. Delamarre); cfr. Vagna.
- Venaus (To). Da *Ven(n)avis, dall'etnonimo forse celtico *Ven(n)avii; oppure da *Vennales, forma aggettivale da accostare al nome di persona ligure Venna, Vennu, agli etnonimi Veneni (Val di Stura) e Vennones (Rezia) (G. D. Serra, D. Olivieri). Tutti questi nomi propri potrebbero essere di origine celtica, da *uen- ʿclan, famiglia, gruppoʾ (forse da una base indoeuropea *uen- ʿdesiderare, amare, volereʾ): *ueno-; *uena-; *ueni- (anche *uini-) ʿclan, famiglia, discendenzaʾ o ʿil parente, il membro di un clanʾ. Cfr. l'antico irlandese fine, l'antico bretone guen ʿrazza, famigliaʾ, i nomi di persona Uenius, Uenia, Uenialius, Uenilla, Uenenia, Uenna, Uennonia, Uenostes, Uenu, Uenulus ecc. Attestazioni: in Venavis in valle Segusina (739), Venalicius (1060), Venalius (1163), Venauz (1233). [II]
- Vendaso (Fivizzano, Ms). Forse da *Vindacis. → Vendasio.
- Vendone (Sv). Associabile al gentilizio preromano Vindonius o dal «celto-ligure» *windo- ʿbianco, splendenteʾ (G. Petracco Sicardi). Ci sono pervenuti, in alcune iscrizioni, i nomi di persona gallici latinizzati Vindo (-onis), Vindonus, Vindonius. Attestazioni: villa Vendoni, valle Vendoni (XIII sec.). [II]
- Vendrogno (Lc). Secondo un'ipotesi di D. Olivieri, potrebbe dipendere, con epentesi della d, da un antico nome di persona *Veneronius, associabile a Venerius. Si può però anche farlo risalire, con epentesi della r, al nome di persona gallico Vindonius, *Vendonius; cfr. anche Vindonus, Vendonus, Vindonia, tutti da uindo- ʿbianco, splendente, sacroʾ. Oppure ricostruire un originario *Vind(o)-runius, *Vend(o)-runius, partendo dal personale Uindruna < Uindo-runā, forse ʿbel segretoʾ, con secondo elemento da rūno- ʿsegreto, mistero, incantesimoʾ; cfr. i nomi di persona Run(n)a, Runus, Run(n)ius e l'antico irlandese rún ʿsegreto, mistero, incantesimoʾ. Non va nemmeno esclusa una formazione *Vindo-ronius, con -ronius da rono- ʿ?ʾ (cfr. Druogno).
- Vercana (Co). Può essere accostato al teonimo gallico Vercana dell'iscrizione dedicatoria di Bad Betrich (Rheinland-Pfalz, Germania): De(a)e Vercan(a)e et Medun(a)e. Cfr. i nomi di persona gallici Verca, Vercus, Vercius, Uerco (< uergo-, uerco- ʿlavoroʾ), l'antico bretone guerg ʿefficaceʾ, l'antico irlandese ferg ʿfuroreʾ, tutti dall'indoeuropeo *u̯erg- ʿfare, agireʾ. Attestato comunia de Vercana et de Livo (1335). [II]
- Vercelli. Latino Vercellae (varie attestazioni). Secondo P. Massia, da antroponimi gallici quali Verce, Vercus, Vergo > gentilizio latino Vercius + -ellus > *Vercellus, *Vercella[5]. Per A. Rossebastiano, da ver- (<*uper- ʿsopraʾ) + -kelo- (< indoeuropeo *kʷel- ʿabitareʾ) ʿgli abitanti superioriʾ, in senso però politico-militare e non geografico, contrapposti a ʿgli abitanti inferioriʾ, vale a dire a quelli di Bugella = Biella. X. Delamarre propone una formazione gallica ver- (< *u(p)er- ʿsuper-ʾ) + -cello- ʿmartelloʾ o ʿpercotitoreʾ; cfr. il nome di persona Vercellius ʿGrande Colpitore?ʾ e il teonimo gallo-romano Su-cellos / Su-caelus ʿil Buon Percotitoreʾ (e il latino per-cellere ʿcolpireʾ)[6]. P. de Bernardo Stempel assegna a Vercellae il valore di ʿforesta settentrionaleʾ, con il celtico *kallī (cfr. l'antico irlandese caill ʿbosco, forestaʾ) che subisce il cambiamento -a- > -e- per influsso dei nomi di città in -(k)ellon. G. R. Isaac confronta cella con l'antico irlandese cellach ʿguerra, combattimentoʾ (da una radice *kel- ʿcolpireʾ che è la stessa alla base del Su-cellos citato sopra). [I]
- Vercurago (Lc). Prediale in -ācus dal nome di persona *Vercorius (D. Olivieri). *Vercorius è un antroponimo gallico composto di ver- (< *uper- ʿsuper-ʾ) e -corius < corio-, cori- ʿesercito, truppaʾ. Cfr. i nomi di persona Corios, Corius, gli etnonimi Tri-corii > Trégor, Petru-corii > Périgord (ʿi tre esercitiʾ, ʿi quattro esercitiʾ), l'antico irlandese cuire ʿtruppa, esercitoʾ, il gallese cordd ʿtribù, clan, truppaʾ. Attestazioni: Vercoriaco (814), Vergurago (XIII sec.). [III]
- Verdellino (Bg). Diminutivo di Verdello. Attestazioni: Verdello Minore (896, 952), de loco Verdelo Minore (1010), in Virdello Minore (1036). [II]
- Verdello (Bg). Secondo D. Olivieri dal latino viridis ʿverdeʾ. Può invece essere accostato al gallico uiredo- > uirido- > uirdo- / urido-, da *uiro- ʿuomoʾ o *uīro- ʿvero, giustoʾ; cfr. i nomi di persona Uirdius, Uiridius, Uirdomarus, Uiridomarus, Uiredo (X. Delamarre). Attestazioni: Virdello (978), Verdello maiore (982), de loco Verdello (1017). [II]
- Verduno (Cn). Dal gallico *viro-, *vero- < *u(p)ero- ʿsuper-ʾ + dūnum, quindi con il valore complessivo di ʿsuper-fortezzaʾ [piuttosto che con uiro- ʿuomoʾ (< indoeuropeo *uih1-ró-) come primo elemento, come vorrebbe A. Falileyev]. Attestazioni: Verdunum (1026), Virduno (1147-84). Cfr. i vari toponimi francesi Verdun. → Duno. [II]
- Vernante (Cn). Alvernante in antichi documenti. Dal celtico uerna ʿontanoʾ (piemontese verna) + suffisso participiale -ante in funzione aggettivale (D. Olivieri). Non pare sia da riferirsi all'Alvernia. Al- potrebbe essere «adattamento dell'articolo el» (Alda Rossebastiano). Attestazioni: Alvernante (già nel IX sec.?), Alvergnandus (dal 1041), Alvernantus (dal 1338), Alvergnantus (1554). [II]
- Vernasca (Pc). Dal celtico uerna ʿontanoʾ + -asca. Attestato Prebenda de Turchiorum de Lavernascha (sec. XIV). [II]
- Vernate (Mi). Avernade e Avernate in carte dell'XI sec. Forse dal celtico uerna ʿontanoʾ + suffisso -āt- (D. Olivieri). Oppure dal nome di persona antico Vernus + suffisso aggettivale -āte (G. Rohlfs). Vernus potrebbe essere gallico, da uerno- ʿontanoʾ oppure da *u(p)erno- < *u(p)er- ʿsuper-ʾ (X. Delamarre). Non è da escludersi una derivazione dal nome di persona Avernus (cfr. l'Averni documentato in un'iscrizione britannica). Attestazioni: Avernade (1010), Avernate (1098), Mussus de Vernate (1168), Maldotti de Vernate (1182). [II]
- Vernone (Marentino, To). Dal celtico uerna ʿontanoʾ o dal nome di persona gallico Vernus < uerno- ʿontanoʾ. → Vernate.
- Verona. Dal latino Vērōna (Virgilio, Silio Italico). Di origine piuttosto incerta. È stato accostato all'etrusco veru, verona, probabili antroponimi (in effetti in Toscana esistono località chiamate Verona). P. de Bernardo Stempel, invece, vede riflesso in Verona un celtico *uper-ōn-ā (gallico *ver- < *u(p)er- ʿsuper-ʾ) ‘la città superiore’, ‘la città alta’. [I]
- Verrès (Ao). Pronuncia locale: vrés. Antica Vitricium. Secondo D. Olivieri potrebbe «riferirsi ad una qualità di roccia», piuttosto che all'antica presenza di vetrerie (C. Marcato). Come ipotesi di lavoro, va presa in considerazione la possibilità che sia di origine celtica, da una base di significato non chiaro + il doppio suffisso -ic-ium; cfr. il teonimo Vit(i)ris, Viteris, Viteres [divinità (epiclesi di Apollo o Marte) venerata in Britannia lungo il Vallo di Adriano (a Netherby, Carvoran e altri luoghi), che però non è detto fosse celtica (forse dal latino vetus, vetĕris ʿvecchioʾ?)] e i nomi di persona Do-uiterus, Do-biterus (in iscrizioni ritrovate in Spagna) < *uitero- ʿ?ʾ (X. Delamarre, C. Sterckx). Forse da non escludersi una derivazione dal latino vitrum, nell'accezione di ʿguadoʾ [pianta tintoria e colorante, da cui ʿvetroʾ (cfr. Isatis tinctoria)] + il suffisso -īcio- degli aggettivi di materia. Attestazioni: Utricio (Tabula Peutingeriana, III, 5), Vitricium, Vitricio (Itinerario Antonino, 345, 347; 351), Bitricium (Cosmografia ravennate, IV, 30), Verres (o Verrecium?) (1124), Verretio (XIII sec.), Ueretio (1267).
- Vertemate (Co). Dial. vertemà. Dal nome di persona gallico *Vertamos + suffisso prediale -ate. Vertamos (ʿsommitàʾ, ʿsuperiore, eccellenteʾ) è un superlativo in -tamo- formato sulla preposizione uer- (<*uper- ʿsopraʾ); cfr. i nomi di persona gallici Uertomo-, Uertamica, uertamaca e l'etnonimo Vertamo-cori ʿtruppe eccellentiʾ (in Plinio, III, 124). Attestato loco et fundo Vertemate (988). [III]
- Veruno (No). Forse da associare a Inveruno.
- Vicenza. P. de Bernardo Stempel propone una derivazione del latino Vīcētia (e Vicentia) dal celtico *wik-et-yā (< *u̯eik- ‘combattere’, *u̯ink- ‘vincere’) ‘la città combattente’ [o ʿla Vittoriaʾ (X. Delamarre)]; cfr. antico irlandese fichid ‘egli combatte’. È però comunemente ritenuto di origine venetica, dall'indoeuropeo *weik- ʿvillaggioʾ, ʿclanʾ + suffisso -et-, presente anche nell'etnonimo Veneti. Attestato l'etnico Veicetinos in un'iscrizione del 135 a.C. [I]
- Vidracco (To). Prediale in -ācus dal nome di persona Veturus (gentilizio latino) o Veturius [gallico o latino], attraverso le forme *Vetur(i)acus > *Vedracus (A. Rossebastiano). O piuttosto da un nome ligure *Vīturius (celtico *Vēturius), che coincide con l'etnonimo *Vīturii della Tavola di Polcevera: Viturius, Vituries, Veiturium, Veturis, da una radice *u̯eit- + suffisso -ur- (G. Petracco Sicardi). In effetti, da una radice indoeuropea *u̯eit- < *u̯ei-, *u̯eiə- ʿtorcere, intrecciare, avvolgereʾ, derivano, tra gli altri, il gallico *u̯ītu- ʿsalice, ramo di saliceʾ, l'antico irlandese féith ʿfibraʾ (< *u̯eitis), il latino vītis ʿviteʾ. Attestazioni: Videraco (con ripristino vocalico errato ed oscillazione e / i nella prima sillaba) (1234), Vidraco (1239), Vidracchi e Vederati (1387). [III]
- Viverone (Bi). Dial. vivrón. Si tratta probabilmente di un prediale senza suffisso dal nome di persona latino Veprio -onis o Vibrio -onis. O da un nome di persona Vebro < gallico vebru- ʿambraʾ; cfr. gallese gwefr ʿambraʾ. O ancora dall'italiano arcaico bévero, bìvero < latino tardo beber (accusativo bebrum) < gallico bebros, bebrus ʿcastoroʾ. → Bévera. Attestazioni: Vevrono (1127), Viverono (1145), Vevrone (1221), Veverono (1349), Viverone (1559). [II/III]
- Vobarno (Bs). latino Voberna, in iscrizione (forse apocrifo); dial. boàren. Presumibilmente dal gallico *vo-ber-no- < vo-bero- (letteralmente ʿsotto-sorgenteʾ) ʿsorgente o ruscello nascosto da un boscoʾ e poi ʿboscoʾ, da *u(p)o-bhĕro- (indoeuropeo *bhĕr- ʿgorgogliareʾ, ʿribollireʾ). Cfr. in Francia vari idronimi e poleonimi con Vabr-, Vavr-, Véur, Voivr- (con vo-bero- > va-bero-), antico irlandese fobar ʿsorgente, ruscello sotterraneoʾ, bretone gou(v)er, ʿruscelloʾ. Attestazioni: curte Buarni (1183), plebs de Buarno (1200). → Bòrmida. [I]
- Vòbbia (Ge). Sorge lungo l'omonimo torrente Vobbia. Dall'idronimo preromano *Vidubula, dal quale prese nome il centro abitato (G. Petracco Sicardi). Attestazione: Veoblia (1252). [II]
- Zanano (Sarezzo, Bs). Localmente Zènà; Zenate fino al 1300 (attestato zenat nel 1251). Dall'etnonimo Gennanates che ci è stato trasmesso da un'iscrizione latina: Bitionis f(ilio) Gennanati viro suo (lapide su un muro di Palazzo Avogadro di Zanano)[7]. Nessuna certezza possa essere di origine celtica; varie le interpretazioni, tutte congetturali (A. Falileyev). Forse è collegabile al gallico geno-, genno- ʿdiscendenza, famiglia. [I]